# نیکلین
نیکلین  (به انگلیسی: Nickeline) با فرمول شیمیایی  از مجموعه کانی هاست و قابلیت هدایت الکتریکی دارد. از کلمه نیکل (ترکیب شیمیایی) گرفته شده‌است. محلول در HNO3 Ni:۴۳٫۲۲٪  As:۵۶٫۰۸٪  برای اولین بار در مراکش کشف شد و از نظر شکل بلور: منشوری - پیرامیدال، رنگ: قرمز - متمایل به قهوه ای، شفافیت: کدر(اپاک)، شکستگی: صدفی، جلا: فلزی، رخ: ناقص، سیستم تبلور: هگزاگونال و در رده‌بندی سولفور است همچنین خاصیت مغناطیسی ندارد و منشأ تشکیل آن هیدروترمال - ماگمائی است.
همایند کانی‌شناسی (پارانژ) آن سختی و چگالیپیروتین - بیسموت خالص- آرسنیک- سافلوریت- کلوآنتیت- اسکوترودیت است
، از نظر ژیزمان به ندرت بلوری - آگرگات توده‌ای - دانه‌ای - فیبرهای رشته مانند کمیاب است و بیشتر در آلمان غربی و شرقی، چک اسلواکی، کانادا یافت می‌شود.

## منبع
- پردیس کشاورزی ایران